# تاكينا جديدة
تاكينا جديدة أو تاشينا جديدة (الاسم العلمي: Neotachina)، جنس حشرات من ذوات الجناحين وفصيلة التاشينيات. أنواعه المعروفة أربعة جميعها في نيوزيلندا وصفت من قبل عالم الحشرات الاسكتلندي جون راسل مالوك عام 1939.